# Muertes de Burari
Las muertes de Burari fueron un suicidio colectivo ritual de once miembros de la familia Chundawat de Burari, Delhi, India, en 2018. Diez personas fueron encontradas ahorcadas, mientras que el miembro mayor de la familia, la abuela, fue estrangulada. Los cuerpos fueron encontrados el 1 de julio de 2018, temprano en la mañana después de la muerte. La policía ha dictaminado que las muertes fueron motivadas por delirios compartidos o psicosis.

## Antecedentes
La familia Chundawat, también conocida como familia Bhatia por los vecinos, había vivido en la casa de dos plantas en el barrio de Sant Nagar de Burari durante unos veinte años, después de mudarse de su ciudad natal en Tohana, Haryana. La familia tenía una tienda de comestibles y un negocio de madera contrachapada en la zona. La familia estaba formada por:
- Narayani Devi (80), madre de Bhuvnesh, Lalit y Pratibha.
- Pratibha Bhatia (57), hija viuda de Narayani Devi
- Bhuvnesh (50, también escrito como Bhavnesh), hijo mayor de Narayani Devi
- Lalit (45), hijo menor de Narayani Devi.
- Savita (48), nuera mayor de Narayani Devi, esposa de Bhuvnesh.
- Tina (42, también escrito como Teena), nuera menor de Narayani Devi, esposa de Lalit.
- Priyanka (33), única hija de Pratibha.
- Nitu (25, también escrito como Neetu), hija mayor de Bhuvnesh
- Monu (llamada «Menaka») (23), hija menor de Bhuvnesh
- Dhruv (llamado «Dushyant») (15), único hijo varón e hijo menor de Bhuvnesh
- Shivam (15), hijo único de Lalit.

En 2007, el padre, Bhopal Singh, murió por causas naturales. Tras la muerte de su padre, Lalit se volvió muy introvertido. Un día, le contó a su familia que estaba poseído por el alma de su padre, quien le aconsejaba los caminos para alcanzar una buena vida. Desde 2007, él, junto con Priyanka y Nitu, llevaban un diario sobre las «instrucciones» de su padre.

## Descubrimiento de los cuerpos
En la mañana del 1 de julio de 2018 (alrededor de las 7:15 a. m.), el vecino Gurcharan Singh (79), que solía dar paseos matutinos con uno de los fallecidos, fue a la residencia de los Chundawat. Se dio cuenta de la ausencia de Lalit Chundawat para el paseo matutino, así como del hecho de que las tiendas de los Chundawat aún no estaban abiertas. Las tiendas solían abrir entre las 5 y las 5:30 de la madrugada. Gurcharan Singh encontró la puerta de la casa abierta y a las diez personas, incluido Lalit Chundawat, ahorcadas. Lanzó una alerta llamando a otros vecinos. La policía recibió la llamada alrededor de las 7:30 am.

## Suicidios
Diez de las once personas –dos hombres, seis mujeres y dos adolescentes– fueron encontradas ahorcadas en el patio interior de la casa. Tenían los ojos vendados y la boca tapada con cinta adhesiva. Algunos tenían las manos y pies atados. La abuela, Narayana Devi, de ochenta años, fue hallada muerta en otra habitación, estrangulada.
Los otros miembros de la familia fueron encontrados colgados de una malla en el techo del pasillo, todos muy juntos. Tenían la cara envuelta casi por completo, los oídos tapados con algodón, las bocas tapadas con cinta adhesiva y las manos atadas a la espalda. Había cinco taburetes, probablemente compartidos por los 10 miembros. Sus rostros estaban cubiertos con trozos de tela cortados de una sola sábana.
Tommy, el perro mascota de la familia, fue el único superviviente de la casa. Estaba encadenado en la terraza y tenía fiebre alta cuando lo encontró la policía tras descubrir los 11 cadáveres. No estaba claro quién lo ató. Más tarde se dijo que estaba convaleciente en la Casa de Animales Callejeros de Noida, donde lo llevaron inmediatamente después de ser rescatado.

## Investigación
La evidencia encontrada en la casa apuntaba a un suicidio en masa por razones ocultistas. La autopsia de los cuerpos no encontró signos de lucha. Debido a la naturaleza pública del caso, la presión de los grupos de línea dura y las acusaciones de encubrimiento por parte de familiares, la policía inicialmente registró el caso como un asesinato e investigó la posibilidad de un asesinato motivado por razones no ocultistas.
La policía encontró 11 diarios en la casa, todos ellos conservados durante once años. El comisionado adjunto de la policía (Crimen), Alok Kumar, declaró: «Hemos encontrado notas escritas a mano que detallan cómo fueron atadas las manos y las piernas y son bastante similares a la forma en que se encontraron los cuerpos de 10 personas. Son notas exhaustivas y las estamos estudiando».
Los detalles escritos en los diarios coinciden con cómo se encontraron los cuerpos, con los rostros cubiertos, la boca vendada y bolas de algodón en las orejas. Los cuerpos fueron descubiertos ahorcados en grupos de tres, como también consta en los diarios. El diario decía que la bebe (anciana) no podía ponerse de pie y por lo tanto debería estar acostada en la cama, lo que concordaba con su descubrimiento estrangulada en la cama. El diario también menciona: «todos se atarán sus propias manos y cuando termine el kriya [ritual] todos se ayudarán unos a otros a desatarse las manos», indicando que la familia no esperaba morir.

## Rol de Lalit
El análisis de la escritura reveló que estos diarios fueron escritos por Priyanka (la hija de Pratibha) y Nitu (la hija mayor de Bhuvnesh), pero supuestamente fueron dictados a Lalit por el espíritu de su difunto padre. Se cree que Lalit fue el autor intelectual del incidente. La rama criminal cree que Lalit fue el único responsable de atar las manos y las piernas de los miembros de la familia. Lalit les había dicho a los miembros de la familia que el alma de su padre había entrado en su cuerpo para que la familia lo siguiera.

## Punto de vista psicológico
Según los psicólogos, esta secuencia de acontecimientos puede deberse a un «trastorno psicótico compartido», en el que los miembros siguen ciegamente las instrucciones de uno de ellos. Proponen que Lalit padecía un «trastorno delirante». Sin embargo, su hermano mayor, que vive en Rajastán, cree que se trató de un asesinato bien planeado y no de un suicidio. Afirmó que si Lalit y su esposa hicieron todo esto, entonces sus manos deberían estar abiertas en lugar de atadas.

## En la cultura popular
El episodio 845 del programa de televisión indio sobre crímenes llamado Crime Patrol se basa en las muertes de Burari.
La serie documental de tres partes sobre crímenes reales titulada House of Secrets: The Burari Deaths se basa en el caso. Creada por Leena Yadav y Anubhav Chopra, la serie se estrenó en Netflix el 8 de octubre de 2021. Está considerado como uno de los mejores documentales indios sobre crímenes reales de Netflix.
Disney+ Hotstar ha lanzado una serie titulada Aakhri Sach protagonizada por Tamannaah Bhatia y Abhishek Banerjee que se basa vagamente en este incidente.